# Mikis Cupas
Mikis Cupas (ur. 7 września 1969 w Warszawie) – muzyk rockowy, gitarzysta, kompozytor, autor tekstów, urodzony w Polsce, jego rodzice są Grekami. Członek Akademii Fonograficznej ZPAV.

## Życiorys
W latach 1989–1991 grał w zespole Cytadela. Od roku 1991 aż do dziś związany z zespołem Wilki (z przerwą w latach 1994–2000). Grał na gitarze na wszystkich płytach zespołu. Brał udział w sesji nagraniowej do płyty „Blue” zespołu Closterkeller w pierwszej, niewydanej wersji. W listopadzie 1996 roku jako gitarzysta, uczestniczył w dużej trasie koncertowej po Polsce zespołu De Press promującej płytę „Potargano Chałpa”. W drugiej połowie lat 90. był gitarzystą zespołu YOKASHIN, którego liderem był Zbigniew Bieniak. Oprócz grania na gitarze, komponuje także muzykę do piosenek wielu znanych artystów, jak np. „Z ciszą pośród czterech ścian” Ani Wyszkoni, „Wszyscy Chcą Kochać” Maryli Rodowicz, „Katharsis” Dody, „Każdy z Nas Ma” Urszuli czy „Jestem Sobą” Krzysztofa Krawczyka. Od kilku lat zajmuje się również produkcją muzyczną i realizacją dźwięku. Odpowiada między innymi za miksy singli Pezeta z płyty „Radio Pezet (prod. Sidney Polak)”: „Na pewno” i „Co mam powiedzieć”. W 2011 roku wyprodukował i zmiksował płytę „Mikis/Wolski”, na której również skomponował muzykę. Jest twórcą jednych z najpopularniejszych polskich riffów gitarowych takich jak „Baśka”, „Bohema”, „Love Story” czy „Urke”.

## Dyskografia
- 2011: Mikis / Wolski[11]

## Instrumentarium
Gitary
- Gibson Les Paul
- PRS Swamp Ash Special
- PRS McCarty Hollow Body
- Ibanez
- Martin D-28

Wzmacniacze
- Marshall
- Bogner
- Orange